# Slobozia (Popești), Argeș
Slobozia este un sat în comuna Popești din județul Argeș, Muntenia, România.